# 貝氏原燈籠魚
貝氏原燈籠魚（学名：Protomyctophum beckeri）为輻鰭魚綱燈籠魚目灯笼鱼科的其中一種。分布于中東太平洋的夏威夷群島海域，為深海魚類，棲息深度0-2100公尺，體長可達3.5公分。

## 扩展阅读
維基物種上的相關：貝氏原燈籠魚